# John Ellis (musicien)
 (décembre 2012).
Si vous disposez d'ouvrages ou d'articles de référence ou si vous connaissez des sites web de qualité traitant du thème abordé ici, merci de compléter l'article en donnant les références utiles à sa vérifiabilité et en les liant à la section « Notes et références ».
Pour les articles homonymes, voir John Ellis et Ellis.
John Ellis né le 1er juin 1952 à Kentish Town (Londres) est un guitariste auteur-compositeur anglais.
John Ellis (guitare) fit d'abord partie des vibrators avec Ian « Knox » Karnochan (guitare/chant), Pat Collier (basse),  et Eddie (batterie) en Février 1976 et leur premier concert fut la première partie des Stranglers au Hornsey Art College de Londres. John Ellis quitta le groupe des vibrators pour suivre une carrière solo et pour travailler d'abord avec le britannique Peter Hammill à l'intérieur de son groupe: Le “K Group” tournées et aussi apparitions sur les albums solos de celui-ci. Puis avec Peter Gabriel, pour y repartir ensuite en 1982, puis le quitter à nouveau en 86 pour rejoindre les Stranglers. Il a été le guitariste des Stranglers à partir de la tournée de ces derniers, en raison de la sortie de leur album 10, il reste avec eux  jusqu'en 2000.